# Oskar Sala
Oskar Sala (Greiz, Turingia, 18 de julio de 1910 - 26 de febrero de 2002) fue un compositor alemán, pionero de la música electrónica. Fue uno de los principales intérpretes del Trautonium, un predecesor del sintetizador, al que realizó mejoras y modificaciones a lo largo de toda su vida.

## Origen y juventud
Oskar Sala nació el 18 de julio de 1910 en la ciudad de Greiz, en la próspera región de Turingia al este de Alemania, en el seno de una familia acomodada amante de las artes. Su padre Paul Sala era oftalmólogo y su madre Annemarie era ama de casa y tenía experiencia como cantante.
Durante su juventud estudió piano y órgano, y en 1927 ya interpretaba como solista el Concierto para piano N° 2 de Beethoven en el Teatro Tivoli de su ciudad natal.
En 1929 se mudó a Berlín para completar sus estudios de piano y estudiar composición en la Berliner Musikhochschule bajo la tutela del compositor y violinista Paul Hindemith.

## Intérprete de Trautonium
En su primer año de estudios, Sala quedó fascinado por los experimentos que el ingeniero acústico Friedrich Trautwein estaba realizando en el laboratorio de experimentación radiofónica de la escuela con un nuevo instrumento electrónico, el Trautonium, que venía desarrollando desde 1928 a propuesta de Hindemith.
Este recomendó a Sala como ayudante de Trautwein y comenzaron a trabajar juntos en la realización de tres Trautoniums para la obra Sieben Triostücke für drei Trautonien (Siete piezas para tres Trautoniums), escrita especialmente por Hindemith para el instrumento. La obra fue estrenada el 20 de junio de 1930 en el Hall de la Berliner Musikhochschule, en el marco del festival Neue Musik Berlin, 1930, donde se presentó públicamente el Trautonium, con Hindemith, Rudolf Schmidt y Oskar Sala como intérpretes del nuevo instrumento.
Después de esta primera actuación, que a pesar de ser acogida con frialdad por la prensa tuvo un éxito destacado entre el público, se iniciaron una serie de conciertos de presentación del instrumento por toda Alemania con Sala como solista.
Una de las presentaciones más significativas fue organizada por iniciativa particular de Trautwein, con el apoyo del Instituto Heinrich Hertz, en las ediciones de 1931 y 1932 de la feria IFA de Berlín, en la última de las cuales el Trautonium ejecutado por Oskar Sala se integraría en la llamada "Das Orchester der Zukunft" ("La Orquesta del Futuro"), junto a otros instrumentos contemporáneos como el Theremin, el Hellertion o el Elektrochord, en los que se ejecutaron exclusivamente piezas del repertorio clásico.
Paul Hindemith, entusiasmado con las posibilidades del nuevo instrumento, compuso en 1931 la obra Konzertstück für Trautonium mit Begleitung Des Streicheorchesters, en cuyo estreno berlinés Oskar Sala tocó las partes solistas. 
Sala también ejerció como solista en las primeras apariciones radiofónicas del Trautonium en el programa Allerlei Von 2 Bis 3, en los años 1932 y 1933.

## Desarrollo y variaciones del Trautonium
Consciente de que para desarrollar plenamente las posibilidades del Trautonium, además de la técnica interpretativa se requería de conocimientos científicos, Sala comienza a estudiar física en la Universidad de Berlín entre 1932 y 1936.
En 1935, y como encargo oficial de la Radio del Reich, Sala crea el Rundfunktrautonium (Radio-Trautonium) en el laboratorio radiofónico de la Musikhochschule mediante modificaciones y añadidos del Trautonium original. 
Sala tomaría parte con su nuevo instrumento en numerosos programas de radio, e incluso realizaría una serie de programas íntegramente musicales entre 1938 y 1939 bajo el título de Musik auf dem Trautonium para la radio oficial Deutschlandsender, en los que interpretaban arreglos de clásicos acompañado de un pianista.
Financiado por el Reichmusikkammer, Sala construye en 1938 una variación más ligera y compacta del Rundfunktrautonium, pensada para conciertos y llamada Konzerttrautonium, que fue estrenado el 28 de octubre de 1940, junto a la Orquesta Filarmónica de Berlín dirigida por Carl Schuricht en una representación de piezas contemporáneas.
Entre 1940 y 1944 Oskar Sala realizó más de cincuenta actuaciones por toda Europa con el Konzerttrautonium, tras lo cual el instrumento adquirió la reputación de "versátil instrumento solista de concierto", lo que llevó al célebre Richard Strauss a utilizarlo en 1942 para recrear un sonido de gongs japoneses en su obra Japanische Festmusik.
La actividad musical de Sala fue interrumpida bruscamente al ser llamado a filas en 1944 y enviado al Frente Oriental en la Segunda Guerra Mundial.
Tras el final de la guerra, en agosto de 1948, Sala fue comisionado por la Radio de Berlín, bajo control soviético, para la construcción de un nuevo instrumento que sería denominado Quartett-Trautonium, consistente en un Trautonium mastodóntico con cuatro controles manuales, planteado para ser interpretado por cuatro músicos (dos a cada lado dispuestos en paralelo), y que incluía un sistema integrado de amplificación y altavoces. No obstante el proyecto nunca llegó a finalizarse.

## Mixturtrautonium

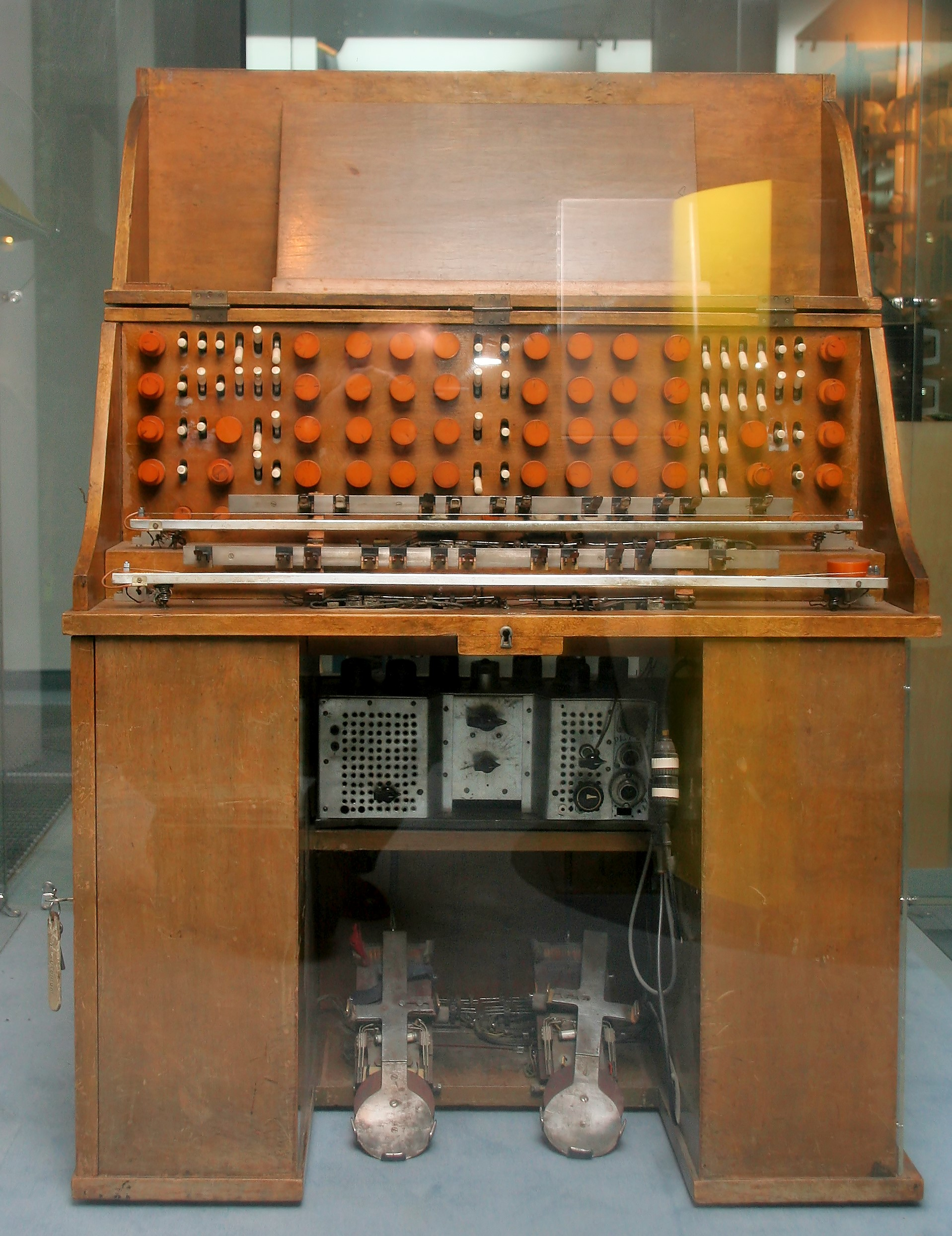
Mixtur-Trautonium, 1952

En 1948, Oskar Sala comenzó a trabajar en el Mixtur-Trautonium, un instrumento que supondría la culminación del trabajo que venía desarrollando desde los años 30. 
Con la financiación de 25.000 marcos de los fondos del Plan Marshall para la promoción para proyectos individuales, Sala pudo costear los materiales y la construcción del nuevo instrumento, que estaría totalmente basado en los tonos subarmónicos.
El Mixtur-Trautonium se convertiría en uno de los instrumentos más singulares y con un sonido más denso que ha habido a lo largo de la historia de la música electrónica. 
Fue presentado en diciembre de 1952 en Baden-Baden con la obra de Harald Genzmer Konzertes für Mixturtrautonium und grosses Orchester, con la Orchester Südwestfunks bajo la batuta de Hans Rosbaud.

## Composiciones
Con el instrumento que siempre soñó entre sus manos, y siendo consciente de que para la supervivencia del mismo era necesario crear un repertorio, Oskar Sala abordó de una manera más decidida su carrera como compositor. De entre todas sus obras de este período cabe destacar el Concertino für Mixturtrautonium und elektrisches Fantasieorchester (1953), Scherzo-Etüde (1954), y muy especialmente Intermezzo (Eine Nacht in Elektronia), y Elektronische Tanzsuite für Mixturtrautonium solo und Mixturorchester (Tonband) in fünf Sätzen, ambas de 1955. 

## Bandas sonoras
A pesar del uso inicial del Mixtur-Trautonium como instrumento solista de concierto, Oskar Sala lo reorientó a lo largo de la década de los 50 con gran éxito al campo de las bandas sonoras para el cine y la televisión, haciendo del instrumento un auténtico estudio de sonido.
Su primer trabajo para el cine fue en 1930 en el film Stürme über dem Montblanc (Tormenta sobre el Montblanc), dirigida por Arnold Fanck, en el que Sala usa el primer prototipo de Trautonium para imitar el sonido del motor de un avión en una escena del filme.
En 1943 volvió a trabajar en el medio cinematográfico en el cortometraje de dibujos animados Armer Hansi (1943), de Frank Leberecht, estrenado en medio de la guerra, y cuya partitura musical y efectos sonoros fueron compuestos por Sala con su Konzerttrautonium.
Tras la posguerra varios compositores de bandas sonoras se interesaron en el Mixtur-Trautonium de Sala. Hans-Martin Majewski lo utilizó en conjunción con una orquesta para el film Liebe '47 (1949). 
Con Herbert Trantow trabajaría en las bandas sonoras del largometraje policial Fünf unter Verdacht (Kurt Hoffmann, 1949), el drama Die Treppe (Alfred Braun/Wolfgang Staudte, 1950) y la película de fantasía Das kalte Herz (Paul Verhoeven, 1951). 
Ese mismo año Sala crearía los efectos sonoros de otro film de Verhoeven, Die Schuld des Dr. Homma, con banda sonora de Friedrich Schröder.  En 1963 fue responsable de mezclar el sonido de pájaros en la película de terror y suspenso Los pájaros, de Alfred Hitchcock, reemplazando la música.